# Villalbarba
Villalbarba é um município da Espanha na província de Valladolid, comunidade autónoma de Castela e Leão, de área 21,98 km² com população de 156 habitantes (2004) e densidade populacional de 7,10 hab/km².

## Demografia
| Variação demográfica do município entre 1991 e 2004 | Variação demográfica do município entre 1991 e 2004 | Variação demográfica do município entre 1991 e 2004 | Variação demográfica do município entre 1991 e 2004 |
| --------------------------------------------------- | --------------------------------------------------- | --------------------------------------------------- | --------------------------------------------------- |
| 1991                                                | 1996                                                | 2001                                                | 2004                                                |
| 181                                                 | 175                                                 | 166                                                 | 156                                                 |